# رادار هشدار اولیه

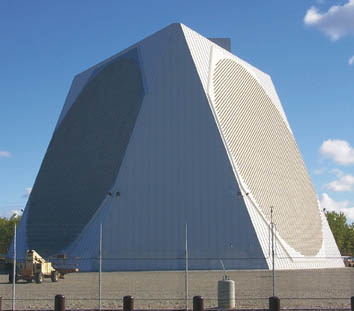
رادار هشدار زودهنگام در آلاسکا

رادار هشدار اولیه (انگلیسی: Early-warning radar) هر سیستم راداری است که در درجه اول برای تشخیص دوربرد اهداف خود استفاده می‌شود، یعنی به پدافندها اجازه می‌دهد تا در اسرع وقت قبل از رسیدن متجاوز به هدف خود هشدار داده شوند و حداکثر زمان را برای عملیات به پدافند هوایی بدهند. این در تضاد با سیستم‌هایی است که در درجه اول برای ردیابی یا شلیک توپ استفاده می‌شوند، که تمایل به ارائه بردهای کوتاه‌تر اما دقت بسیار بالاتری دارند.
رادارهای جنگ الکترونیک معمولاً تعدادی از ویژگی‌های طراحی را به اشتراک می‌گذارند که عملکرد آنها را در این نقش بهبود می‌بخشد. به عنوان مثال، رادارهای جنگ الکترونیک معمولاً در فرکانس‌های پایین‌تر و در نتیجه طول موج‌های بلندتری نسبت به سایر انواع عمل می‌کنند. این امر تعامل آنها با باران و برف در هوا را تا حد زیادی کاهش می‌دهد و بنابراین عملکرد آنها را در نقش دوربرد که منطقه پوشش آنها اغلب شامل بارندگی است، بهبود می‌بخشد. این امر همچنین دارای اثر جانبی کاهش وضوح نوری آنها است، اما این در این نقش مهم نیست. به همین ترتیب، رادارهای جنگ الکترونیک اغلب از بسامد تکرار پالس بسیار پایین‌تری برای به حداکثر رساندن برد خود، به قیمت قدرت سیگنال، استفاده می‌کنند و این را با عرض پالس‌های طولانی جبران می‌کنند که سیگنال را به قیمت کاهش وضوح برد، افزایش می‌دهد.
رادار متعارف جنگ الکترونیک، سیستم بریتانیایی خانه زنجیره‌ای (انگلیسی: Chain Home) است که در سال ۱۹۳۸ به طور تمام وقت وارد خدمت شد. این رادار از تکرار پالس بسیار پایین ۲۵ pps و انتقال بسیار قدرتمند (برای آن دوران) استفاده می‌کرد که در ارتقاءهای اواخر جنگ به ۱ مگاوات رسید. سیستم فریا آلمانی و سی‌اکس‌ای‌ام آمریکایی (نیروی دریایی) و اس‌سی‌آر-۲۷۰ (ارتش) مشابه بودند. مدل‌های پس از جنگ به محدوده مایکروویو در مدل‌هایی با قدرت فزاینده منتقل شدند که تا دهه ۱۹۶۰ به محدوده ۵۰ مگاوات رسیدند. از آن زمان، پیشرفت در الکترونیک گیرنده، میزان سیگنال مورد نیاز برای تولید یک تصویر دقیق را تا حد زیادی کاهش داده است و در نمونه‌های مدرن، توان انتقال بسیار کمتر است. رادارهای جنگ الکترونیک همچنین به شدت در برابر اختلال راداری آسیب‌پذیر هستند و اغلب شامل سیستم‌های پرش فرکانسی مبتنی بر طیف گسترده پیشرفته برای کاهش این مشکل هستند.